# Iotisis alba
Iotisis alba is een zachte koraalsoort uit de familie Isididae. De koraalsoort komt uit het geslacht Iotisis. Iotisis alba werd in 1910 voor het eerst wetenschappelijk beschreven door Nutting. 